# Dali Foods Group
Dali Foods Group Company Limited (福建达利集团) — китайская пищевая компания, крупный производитель печенья, булочек, чипсов и напитков; входит в число крупнейших компаний страны и мира. Основана в 1989 году, в ноябре 2015 года вышла на Гонконгскую фондовую биржу, штаб-квартира расположена в уезде Хуэйань городского округа Цюаньчжоу. 
Контрольный пакет акций Dali Foods Group принадлежит основателю компании, миллиардеру Сю Шихою (в 2020 году его состояние превысило 9 млрд долл.), его дочь Сю Янъян занимает посты вице-президента и исполнительного директора Dali.

## История
В сентябре 1989 года Сю Шихой основал в уезде Хуэйань пищевую фабрику Hui’an Meili Minzheng. В 1992 году была основана компания Fujian Hui'an Dali Foodstuff, начавшая продвигать продукцию под брендом Dali (в 1997 году переименована в Fujian Dali Foodstuff Co.). В 1998 году компания вышла за пределы провинции Фуцзянь, открыв филиал в Чэнду. В 2000 году была основана компания Quanzhou Jiahe Food, в 2002 году был запущен бренд выпечки Dali Park, в 2003 году — бренд картофельных чипсов Copico (Kibuike), в 2004 году — бренд печенья премиальной категории Daliyuan (Landy Castle).
В 2005 году была основана Fujian Dali Foodstuff Group Company Limited. В том же году компания инвестировала средства в предприятие по переработке картофеля в провинции Ганьсу, в 2007 году начала производство травяного чая, в 2013 году — производство оздоровительного напитка Hi-Tiger (Lehu). В 2015 году Dali Foodstuff Group открыла новую штаб-квартиру и вышла на  Гонконгскую фондовую биржу, в 2017 году начала выпускать соевое молоко Doubendou, в 2018 году запустила бренд выпечки Meibeichen.

## Предприятия
Dali Foods Group имеет свыше 30 предприятий по переработке сельхозпродукции и производству продуктов питания в 18 провинциях и автономных районах Китая, а также одну упаковочно-полиграфическую фабрику и один научно-исследовательский центр. Предприятия Dali Foods Group расположены в городах Цюаньчжоу, Чанчунь, Чэнду, Цзинань, Мааньшань, Наньчан, Шэньян, а также в провинциях Гуандун, Хэнань, Хубэй, Цзянсу, Шаньси, Юньнань, Гуйчжоу, Ганьсу и Гуанси-Чжуанском автономном районе.
В состав холдинговой компании Fujian Dali Group входят дочерние компании Quanzhou Dali Foods (2000), Jinan Dali Foods и Hubei Dali Foods (2001), Fujian Dali Foods Group, Gansu Dali Foods и Jilin Dali Foods (2005), Ma’anshan Dali Foods и Shanxi Dali Foods (2007), Yunnan Dali Foods (2008), Henan Dali Foods, Nanchang Dali Foods, Guangdong Dali Foods и Jiangsu Dali Foods (2010), Shenyang Dali Foods (2012), Guizhou Dali Food и Guangxi Dali Food (2018), а также Dali Foods Holdings, Xiamen Dali Trading Company и Dali Foods Group (Hong Kong) Company.

## Продукция и бренды
Dali Foods Group производит главным образом выпечку (хлеб, булочки, пирожные, круассаны, кексы, рулеты, кремовые трубочки, печенье, крекеры), а также картофельные чипсы, напитки (прохладительные и энергетические напитки, ореховые и молочные напитки, травяной чай) и упаковочные материалы. По состоянию на 2019 год 47,5 % продаж Dali Foods Group приходилось на продукты питания, 33,4 % — на напитки, 12,4 % — на хозяйственные товары (100 % продаж приходилось на рынок Китая). 
- Doubendou (соевое молоко)
- Hi-Tiger (энергетические напитки)
- Heqizheng (прохладительные напитки)
- Daliyuan (выпечка)
- Meibeichen (выпечка)
- Haochidian (печенье)
- Landibao (печенье)
- Copico (чипсы и сухарики)